# Lisa Lambe
Lisa Lambe (* 1. August 1983 in Dublin) ist eine irische Sängerin und ehemaliges Mitglied der Gruppe Celtic Woman. In ihrer Karriere hatte sie Rollen in Musicals, Filmen sowie Fernsehen und Radioauftritte.

## Frühere Karriere
Lisa Lambe begann im Alter von drei Jahren mit der Schauspielerei. Sie machte ihren Abschluss als Bachelor of Acting Studies am Trinity College Dublin.
Lambe spielte viele Hauptrollen in mehreren Theaterproduktionen in Irland, dem Vereinigten Königreich und dem restlichen Europa. Sie war Solistin im irischen RTÉ Concert Orchestra und Irlands populärer TV-Show The Late Late Show. Unter der Leitung von RTÉ arbeitete sie mit anderen Musikern wie Shay Healy und Frank McNamara zusammen.
Lisa Lambe sang unter anderem in The Shaughraun unter der Leitung von John McColgan und dem Direktor David Downes (Abbey Theatre) The Wiremen von Shay Healy (The Gaiety Theatre) und Sweeney Todd (Gate-Theater).
Für ihre Hauptrolle in Rough Magics Musical Improbable Frequency, mit dem sie auf dem Edinburgh Theatre Festival in Toruń (Polen) und Dublin auftrat, war sie für die Irish Times Theatre Awards in der Kategorie „Beste Schauspielerin“ nominiert.

## Celtic Woman
Nach der Songs from the Heart tour von Celtic Woman im November 2010 gab Lynn Hilary bekannt, dass sie die Gruppe verlassen und nach Irland zurückkehren würde. Lisa Lambe war ab der Tour 2011 Teil der Besetzung.

## Filmografie und Theaterrollen
Lisa spielte für die Produktionsfirma Landmark in Ross O’Carroll Kellys The Last days of the Celtic Tiger die Rolle der Sorcha. Außerdem trat sie in vielen irischen Theatern wie dem Gate Theatre und dem Abbey Theatre auf.
Sie trat unter anderem in den TV-Sendungen StoryLane (The Den), Olive (TG4), Bachelor’s Walk, Legend (RTÉ) und Eye to Eye auf. Außerdem hatte sie Radioauftritte in Ross O’Carroll Kellys The Twelve Days of Christmas, The Power of Darkness (John Mc Gahern), The King with Horses Ears (RTÉ Concert Orchestra, Conor und Fergus Linehan) und Grace – a musical auf.

## Privates
Am 16. September 2012 heiratete Lambe den Sänger Simon Morgan in der Villa Muggia in Stresa.

## Diskografie
- Celtic Woman: Believe (2011)
- Celtic Woman: Home for Christmas (2012)

Während der Celtic Woman’s Believe-Tour spielt Lambe die Löffel, nicht nur im Song „Téir Abhaile Riú“ sondern auch in ihrer Version von „Dúlamán“. Sie ist neben dem Perkussionist Raymond „Ray“ Fean die zweite Person, die die Löffel für Celtic Woman spielte. Fean spielt die Löffel auf dem Album Celtic Woman aus dem Jahr 2004.
Soloalben
- Hiding Away (2015)
- Juniper (2020)
- Wild Red (2022)
- Cocoon (2024)